# Chiesa di San Pedro Telmo
La chiesa di San Pedro Telmo (Iglesia de San Pedro Telmo in spagnolo) è un edificio di culto cattolico situato in calle Humberto 1° a Buenos Aires. La chiesa, sede della parrocchia omonima dell'arcidiocesi di Buenos Aires, dà il nome al circostante barrio di San Telmo. Fu dichiarata monumento nazionale il 21 maggio 1942.

## Storia
La costruzione della chiesa, inizialmente dedicata a Nostra Signora di Betlemme, cominciò nel 1734 sotto la direzione degli architetti gesuiti Andrea Bianchi, Giovanni Battista Primolie José Schmidt. Ai primi tre progettisti, subentrò successivamente Antonio Masella. Accanto alla chiesa fu costruito un piccolo edificio per gli esercizi spirituali dei gesuiti. A seguito dell'espulsione dei gesuiti da Buenos Aires nel 1767 i lavori di costruzione subirono un'interruzione. Nel 1785 la chiesa passò sotto l'amministrazione dei padri betlemiti. Nonostante l'edificio fosse incompleto, nel 1806 il vescovo Benito de Lué y Riega istituì la parrocchia San Pedro González Telmo.
Nel 1858 fu ultimata la cupola, mentre nel 1876 vennero completate le parti superiori delle due torri campanarie. Tra il 1916 ed il 1931 la facciata rimodellata secondo il progetto dell'architetto Pelayo Sainz.

## Descrizione
La chiesa presenta una facciata in stile neobarocco con elementi eclettici. Le due torri campanarie sono caratterizzate da decorazioni con azulejos bianche e azzurri. 
La pianta della chiesa di San Pedro Telmo è a croce latina e l'interno è suddiviso in tre navate.